# IAFL1 Conference 2016
La IAFL1 Conference 2016 è stata la 4ª edizione del campionato irlandese di football americano di secondo livello, organizzato dalla IAFL.

## Squadre partecipanti
| Club                   | Città     | Stadio | Sponsor ufficiale | Risultato nella stagione 2015 |
| ---------------------- | --------- | ------ | ----------------- | ----------------------------- |
| Belfast Trojans II     | Belfast   |        |                   |                               |
| Cork Admirals          | Cork      |        |                   |                               |
| Louth Mavericks        | Dundalk   |        |                   |                               |
| Meath Bulldogs         | Navan     |        |                   |                               |
| South Kildare Soldiers | Kildare   |        |                   |                               |
| Tyrone Titans          | Omagh     |        |                   |                               |
| Waterford Wolves       | Waterford |        |                   |                               |
| West Dublin Rhinos     | Dublino   |        |                   |                               |
| Westmeath Minotaurs    | Athlone   |        |                   |                               |

## Stagione regolare

### Calendario

#### 1ª giornata
La giornata è stata interamente rinviata.

#### 2ª giornata
| Kildare 20 marzo 2016, ore 13:00 | South Kildare Soldiers | 18 – 6 | Tyrone Titans | Cill Dara RFC |

| Waterford 20 marzo 2016, ore 13:00 | Waterford Wolves | 3 – 30 | Cork Admirals | Waterford Regional Sports Centre |

| Navan 20 marzo 2016, ore 13:00 | Meath Bulldogs | 6 – 0 | Belfast Trojans II | Navan RFC |

#### 3ª giornata
| Omagh 3 aprile 2016, ore 14:00 | Tyrone Titans | 0 – 49 | Belfast Trojans II | Omagh RFC |

| Cork 3 aprile 2016, ore 14:00 | Cork Admirals | 24 – 0 | South Kildare Soldiers | Musgrave Park |

#### 4ª giornata
| Navan 10 aprile 2016, ore 14:00 | Meath Bulldogs | 2 – 14 | West Dublin Rhinos | Navan RFC |

| Mullingar 10 aprile 2016, ore 14:00 | Westmeath Minotaurs | 9 – 11 | Waterford Wolves | Mullingar RFC |

#### 5ª giornata
| Belfast 17 aprile 2016, ore 14:00 | Belfast Trojans II | 24 – 6 | Louth Mavericks | Deramore Park |

| Kildare 17 aprile 2016, ore 14:00 | South Kildare Soldiers | 0 – 50 | Cork Admirals | Cill Dara RFC |

#### 6ª giornata
| Omagh 24 aprile 2016, ore 14:00 | Tyrone Titans | 0 – 29 | West Dublin Rhinos | Omagh RFC |

| Waterford 24 aprile 2016, ore 14:00 | Waterford Wolves | 9 – 12 | Westmeath Minotaurs | Waterford Regional Sports Centre |

#### 7ª giornata
| Dundalk 1º maggio 2016, ore 14:00 | Louth Mavericks | 30 – 0 | Tyrone Titans | Dundalk RFC |

| Castleknock 1º maggio 2016, ore 14:00 | West Dublin Rhinos | 13 – 10 | Meath Bulldogs | Castleknock College |

#### 8ª giornata
| Belfast 8 maggio 2016, ore 14:00 | Belfast Trojans II | 13 – 0 | South Kildare Soldiers | Deramore Park |

| Mullingar 8 maggio 2016, ore 14:00 | Westmeath Minotaurs | 13 – 20 | Cork Admirals | Mullingar RFC |

| Waterford 8 maggio 2016, ore 14:00 | Waterford Wolves | 13 – 20 | Meath Bulldogs | Waterford Regional Sports Centre |

#### 9ª giornata
| Kildare 15 maggio 2016, ore 14:00 | South Kildare Soldiers | 14 – 37 | Westmeath Minotaurs | Cill Dara RFC |

| Cork 15 maggio 2016, ore 14:00 | Cork Admirals | 36 – 14 | West Dublin Rhinos | Musgrave Park |

#### 10ª giornata
| Omagh 22 maggio 2016, ore 14:00 | Tyrone Titans | 0 – 68 | Meath Bulldogs | Omagh RFC |

| Dundalk 22 maggio 2016, ore 14:00 | Louth Mavericks | 7 – 0 | Waterford Wolves | Dundalk RFC |

#### 11ª giornata
| Belfast 29 maggio 2016, ore 14:00 | Belfast Trojans II | 13 – 0 | West Dublin Rhinos | Deramore Park |

#### 12ª giornata
| Castleknock 4 giugno 2016, ore 14:00 | West Dublin Rhinos | 13 – 15 | Louth Mavericks | Castleknock College |

| Omagh 5 giugno 2016, ore 14:00 | Tyrone Titans | 0 – 70 | Westmeath Minotaurs | Omagh RFC |

| Navan 5 giugno 2016, ore 14:00 | Meath Bulldogs | 13 – 30 | Cork Admirals | Navan RFC |

| Waterford 5 giugno 2016, ore 14:00 | Waterford Wolves | 25 – 14 | South Kildare Soldiers | Waterford Regional Sports Centre |

#### 13ª giornata
| Mullingar 12 giugno 2016, ore 14:00 | Westmeath Minotaurs | 25 – 14 | Belfast Trojans II | Mullingar RFC |

| Cork 12 giugno 2016, ore 14:00 | Cork Admirals | 22 – 9 | Louth Mavericks | Musgrave Park |

#### 14ª giornata
| Castleknock 19 giugno 2016, ore 14:00 | West Dublin Rhinos | 5 – 24 | Waterford Wolves | Castleknock College |

| Kildare 19 giugno 2016, ore 14:00 | South Kildare Soldiers | 0 – 13 | Meath Bulldogs | Cill Dara RFC |

#### 15ª giornata
| Navan 26 giugno 2016, ore 12:00 | Meath Bulldogs | 6 – 9 | Louth Mavericks | Navan RFC |

| Mullingar 26 giugno 2016, ore 12:00 | Westmeath Minotaurs | 20 – 6 | South Kildare Soldiers | Mullingar RFC |

| Belfast 26 giugno 2016, ore 14:00 | Belfast Trojans II | 41 – 0 | Tyrone Titans | Deramore Park |

#### 16ª giornata
| Dundalk 2 luglio 2016, ore 14:00 | Louth Mavericks | 9 – 7 | Westmeath Minotaurs | Dundalk R.F.C. |

| Castleknock 3 luglio 2016, ore 14:00 | West Dublin Rhinos | 56 – 0 | Tyrone Titans | Castleknock College |

| Cork 3 luglio 2016, ore 14:00 | Cork Admirals | 14 – 7 | Waterford Wolves | Musgrave Park |

#### 17ª giornata
| Dundalk 10 luglio 2016, ore 14:00 | Louth Mavericks | 7 – 9 | Belfast Trojans II | Dundalk R.F.C. |

### Classifica
La classifica della regular season è la seguente.
- PCT = percentuale di vittorie, G = partite giocate, V = partite vinte,  P = partite perse, PF = punti fatti, PS = punti subiti

#### IAFL1 North
| Pos. | Squadra            | PCT  | G | V | N | P | PF  | PS  |
| ---- | ------------------ | ---- | - | - | - | - | --- | --- |
| 1    | Belfast Trojans II | .875 | 8 | 7 | 0 | 1 | 168 | 25  |
| 2    | Louth Mavericks    | .625 | 8 | 5 | 0 | 3 | 92  | 81  |
| 3    | Meath Bulldogs     | .500 | 8 | 4 | 0 | 4 | 138 | 79  |
| 4    | West Dublin Rhinos | .500 | 8 | 4 | 0 | 4 | 144 | 100 |
| 5    | Tyrone Titans      | .000 | 8 | 0 | 0 | 8 | 6   | 361 |

#### IAFL1 South
| Pos. | Squadra                | PCT   | G | V | N | P | PF  | PS  |
| ---- | ---------------------- | ----- | - | - | - | - | --- | --- |
| 1    | Cork Admirals          | 1.000 | 8 | 8 | 0 | 0 | 226 | 59  |
| 2    | Westmeath Minotaurs    | .500  | 8 | 4 | 0 | 4 | 174 | 88  |
| 3    | Waterford Wolves       | .375  | 8 | 3 | 0 | 5 | 92  | 111 |
| 4    | South Kildare Soldiers | .125  | 8 | 1 | 0 | 7 | 52  | 188 |

## Playoff

### Tabellone
|  | Semifinali | Semifinali          | Semifinali |               |    | III IAFL1 Bowl     | III IAFL1 Bowl | III IAFL1 Bowl |  |
|  |            |                     |            |               |    |                    |                |                |  |
|  | 1N         | Belfast Trojans II  | 7          |               |    |                    |                |                |  |
|  | 1N         | Belfast Trojans II  | 7          |               |    |                    |                |                |  |
|  | 2N         | Louth Mavericks     | 3          |               |    |                    |                |                |  |
|  | 2N         | Louth Mavericks     | 3          |               | 1N | Belfast Trojans II | 7              |                |  |
|  |            |                     |            |               | 1N | Belfast Trojans II | 7              |                |  |
|  |            |                     | 1S         | Cork Admirals | 38 |                    |                |                |  |
|  | 2S         | Westmeath Minotaurs | 1S         | Cork Admirals | 38 | 0                  |                |                |  |
|  | 2S         | Westmeath Minotaurs |            |               |    |                    |                |                |  |
|  | 1S         | Cork Admirals       | 30 d.g.s.  |               |    |                    |                |                |  |

### Semifinali
| Belfast 17 luglio 2016, ore 11:00 | Belfast Trojans II | 7 – 3 | Louth Mavericks | Deramore Park |

| Cork 17 luglio 2016, ore 14:00 | Cork Admirals | 30 – 0 (a tavolino) | Westmeath Minotaurs | Musgrave Park |

### III IAFL1 Bowl
| Cork 14 agosto 2016, ore 14:00 | Cork Admirals | 38 – 7 | Belfast Trojans II | CIT Stadium |

## Verdetti
- Cork Admirals Vincitori della IAFL1 Conference 2016